# Notholithocarpus
Lithocarpus densiflorus é uma espécie de árvore caducifólia encontrada no oeste da América do Norte em uma faixa estreita ao longo da costa do Pacífico, do sul do Oregon à Califórnia. É conhecida populamente em língua inglesa como tanoak.